# 生瀬騒動
生瀬騒動（なませそうどう）は、江戸時代初期の慶長14年（1609年）秋に、水戸藩領の常陸国久慈郡小生瀬村（現：茨城県大子町小生瀬）で発生したとされる事件。年貢納入を巡る農民と藩役人の行き違いの結果、水戸藩が小生瀬村の住民を皆殺しにしたという伝承である。生瀬一揆（なませいっき）、生瀬乱（なませのらん）ともいう。発生年については上記のほかに、慶長7年（1602年）、元和3年（1617年）、元和7年（1621年）など諸説がある。

## 前史
慶長7年（1602年）5月、常陸を支配していた佐竹義宣は徳川家康から出羽国秋田への国替えの命令（54万石から20万石への減転封）を受けた。同年、徳川家康の五男の武田信吉が、下総国佐倉10万石から、常陸国水戸15万石に封ぜられ、旧穴山家臣を中心とする武田遺臣を付けられて武田氏を再興したが、信吉は慶長8年（1603年）9月11日に21歳で死去した。代わりに同年11月、家康の十男・長福丸（のちの紀州徳川家の祖・頼宣）が2歳にして水戸20万石に封ぜられた。ただし頼宣は水戸には入らず、父家康の許で育てられた。慶長9年（1604年）には、新たに武茂（むも、栃木県那珂川町）、保内（ほない、茨城県大子町）5万石が加えられ25万石になった。このような事情から慶長14年当時、水戸藩領の実際の支配は関東郡代伊奈備前守、彦坂小刑部が行い、芦沢伊賀守が財政を担当していたため、頼宣領25万石は事実上江戸幕府直轄領であった。
なお、頼宣は慶長14年（1609年）12月12日に駿府・遠江50万石に転封された。それに伴い、同年12月22日に家康の十一男で水戸藩初代藩主となる徳川頼房（水戸徳川家の祖）が6歳にして常陸下妻10万石から移封されることになったが、頼房も幼少のため駿府城の家康の許で育てられた。元和5年（1619年）10月、頼房は17歳のとき初めて水戸藩領に赴いたが、2か月後の12月に江戸へ帰り、次の就藩は寛永2年（1625年）となった。

## 伝承の概要
生瀬騒動と称される事件については、当地に以下のような伝承が伝えられてきた。
昔、ある年の10月10日に小生瀬の人間が水戸から押し寄せた侍の集団に皆殺しにされる事件が起きた。秋になり年貢取立の役人が来たので年貢を納めたところ、間もなくまた別の役人が来て年貢を要求してきたため、村民達は怪しんで、後から来た役人を偽者と判断してこれを殺害した。ところが前者が偽者で後者は本物であったため、村は水戸藩の怒りを買い、芦沢伊賀守を総大将とする侍の一団に襲撃される結果を招いた。この時村人達が集まって命乞いをした付近の沢が嘆願沢で、これが聞き入られないで殺されたのが地獄沢、斬られた首を埋めたのが首塚、胴を葬ったのが胴塚である。村人達は皆殺しにされたが、村の庄屋を務めていた谷沢坪の某Aの家だけは助かった。その後、某Aに代わって潰滅に帰した小生瀬村の再興を命ぜられたのが、当時大子村の庄屋をしていた某Bであり、彼は柏原坪に落ち着き新たな庄屋となった。この事件がいつのことなのかははっきりしないが、この話に出てくる嘆願沢や地獄沢、首塚、胴塚の地名は現在も残っている。
小生瀬村では、10月10日に行われる「むじなっぱたき」という行事の際に、この昔話が語り継がれてきた。この行事は、家の内では餅をつき、藁束を縄でぐるぐる巻きにして野球のバット状にしたものを作り、子どもたちがその先端（穂先）の細い部分を手に持ち、根元の太い部位を地面に叩きつけながら、大声で「大麦あたれ小麦あたれ三角畑のそばあたれ」と歌い叫ぶというものである（歌の内容は秋冬作の予祝の意味と思われる）。

## 伝説の起源に関する仮説
生瀬騒動の性格については以下のように、百姓一揆説、百姓一揆ではない偶発的な出来事説、何かの理由で庄屋が入れ替わったことを伝承化したものとする説、支配者が佐竹氏から徳川氏へ交代する中で逃散が起こったのではないかとする説など、諸説がある。
- 生瀬乱を百姓一揆と仮定した場合、水戸藩に新しく入部した徳川氏に村人たちが従わなかったという説になる。旧領主の佐竹氏は、文禄3年（1594年）に検地を行っているが、新領主の徳川氏も慶長7年（1602年）・同8年（1603年）に検地を行った。生瀬郷の百姓は前々から代官・手代の取り扱いが厳しいので徒党を結んで法令に従わず、税をなかなか納めようとしなかった。そして、ついに手代が年貢収納のことで小生瀬村に来たところを、村中の百姓が申し合わせて竹鑓などを持って大勢で押し寄せ襲撃した[4]。
- 『常陸国北郡里程間数之記』にある里人説「生瀬乱之由来」や地元の伝承のように、年貢の二重取りだとして小生瀬村民が本物の役人と偽役人を取り違えて殺害したもので、年貢に対する不満による百姓一揆があったわけではなく、極めて偶発的な出来事が発端とする説。ただし話の状況からおかしい箇所がある（喜劇的かつ悲劇的で物語性に富んだものであり、一揆という骨がすっかり抜かれ、殺人という負い目だけが百姓の側に残る仕組みになっている）[5]。
- 「生瀬一揆」が起きた小生瀬村では、某Aの家が庄屋を務めていたが、この事件により、某Bにその地位を取って替わられた。これは某Bの家を中心に伝えられた伝承で、某Bの家のアイデンティティーの確認を行うための一種の草分け伝説であるかもしれない。どのように考えても「生瀬一揆」の存在を断定できる状況ではなかったのである[6]。
- 慶長7年5月、常陸を支配していた佐竹義宣は徳川家康から秋田への国替えの命令（54万石から20万石への減転封）を受けた。この時、義宣は家臣和田昭為に「夏年貢を取り立てる」と手紙を送っている[7]。つまり佐竹氏と徳川氏で年貢の二重取りが行われることを嫌った村民達が逃散する事件が発生したもので、生瀬乱は実際には起こっておらず、もし処分がされたとするならば、村の指導層や庄屋など主だった上の地位の者たちが処分されたのではないか[8]。

## 研究史
- 生瀬乱について最初にとりあげた近代の書物は、明治30年（1897年）2月発行、小田野辰之助[9]（明治期茨城県北部の歴史家）の『常陸史略』（久慈郡部）で、その29丁に「元和3年10月本郡生瀬村ノ人民蜂起シ吏民ヲ殺シ賦ヲ貢セス是ニ於テ芦沢信重大ニ怒リ兵ヲ率テ之ヲ誅戮シ遺類無カラシム是ヨリ封内ノ民皆畏服ス」とあるのがそれである[10][11]。
- 同様の記述（元和3年説）のある書物に、明治40年12月発行、鈴木成章[12]の『水戸歴世譚』がある[3]。同書によると、この記事の出典は『探旧考証』[13]である[3]。清水正健[14]（明治～昭和時代前期の歴史学者）の『水戸文籍考』によると、『探旧考証』は高倉逸斎[15]の文化年間の著作である[3]。
- 小宮山楓軒（立原翠軒の弟子）[16]の著書『楓軒叢記』（ふうけん そうき）第一巻に記事「生瀬村成敗」という一節があり[17][3]、高倉が実際に生瀬へ出かけて調査したらしいことがわかる[3]。
- 文化4年（1807年）の始め辺りに岡野庄五郎（1775－1820, 立原翠軒の弟子）、高倉の両人は小宮山楓軒から生瀬乱の始末について質問され、手紙のやりとりをしていた[3]。この手紙（書簡）によると、生瀬乱の年については、慶長14年己酉（つちのととり）、元和3年丁巳（ひのとみ）、元和7年辛酉（かのととり）の3説があげられ[13]、はっきりしていない。他にも某Bの由緒書では慶長7年壬寅（みずのえとら）とされている[3]。高倉は、慶長14年説を採っていた[18]。
- 地元の伝承が「酉ノ年之事」とあり、慶長14年説、元和7年説が古記録に残っているが、実際は「とら」と「とり」の取り違えで、慶長7年壬寅（みずのえとら）説ではないかという主張もある[19]。
- 地元に残る記録とは言い得ないが、加藤寛斎（1782－1866, 水戸藩 郡奉行所の手代（郡方下役））が安政2年（1855年）に書き上げた『常陸国北郡里程間数之記』（ひたちのくに きたぐん りてい けんすう の き）に、里人説として「生瀬乱之由来」の絵図を添えて、その顛末が詳述されている[20][21]。ここでは慶長7年説が採られている[20]。
- 岡野・高倉の両人よりも先に生瀬郷を巡っていた役人がいる。雨宮又衛門端亭[22]（1758－1832, 水戸藩医・原玄春の二男で、実兄は水戸藩医・原南陽）は著作『美ち草』で「先年生瀬にて百姓共徒党し御郡手代か御代官手代か打殺したる事あり、其時先手物頭二人か被遺、一村残らす女小児迄もミなころしにさせたり」と述べており、慶長14年説を採っている[23]。

## 小説ほか
- 飯嶋和一 『神無き月十番目の夜』（1997.06）河出書房新社　のち文庫、小学館文庫
- 財団法人常陽藝文センター『常陽藝文』（2007年8月号）（通巻291号）

藝文風土記／水戸藩成立前史三つの謎に迫る―車丹波一揆・生瀬の乱・紀州堀―
- 広田文世 『天狗壊滅』1 生瀬騒乱（P5-106）（2017.07）筑波書林
- 大森昭 『実録『水戸生瀬秘史』一村皆殺し事件』（2018.10）文芸社